# 法拉第电磁感应定律

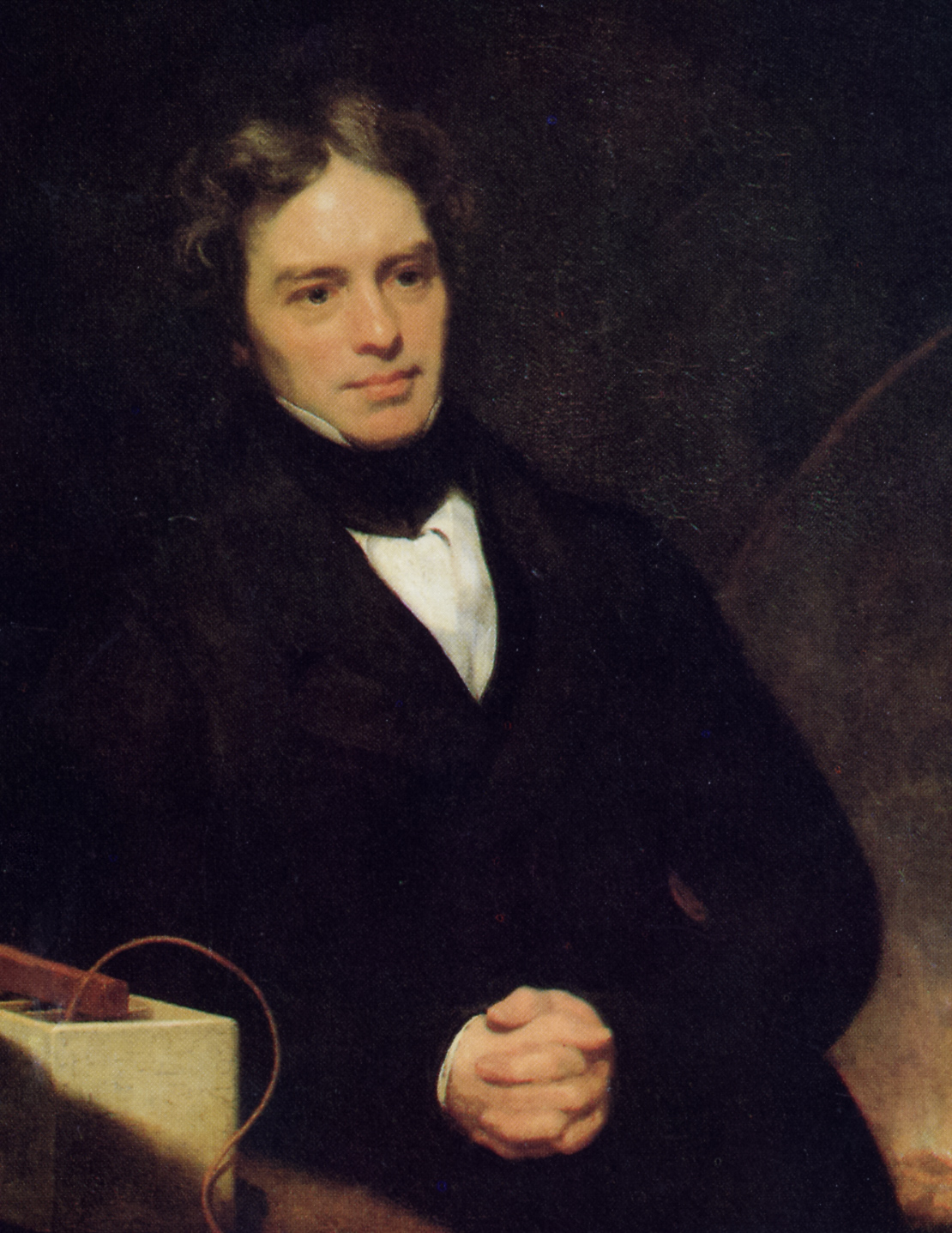
迈克尔·法拉第肖像画

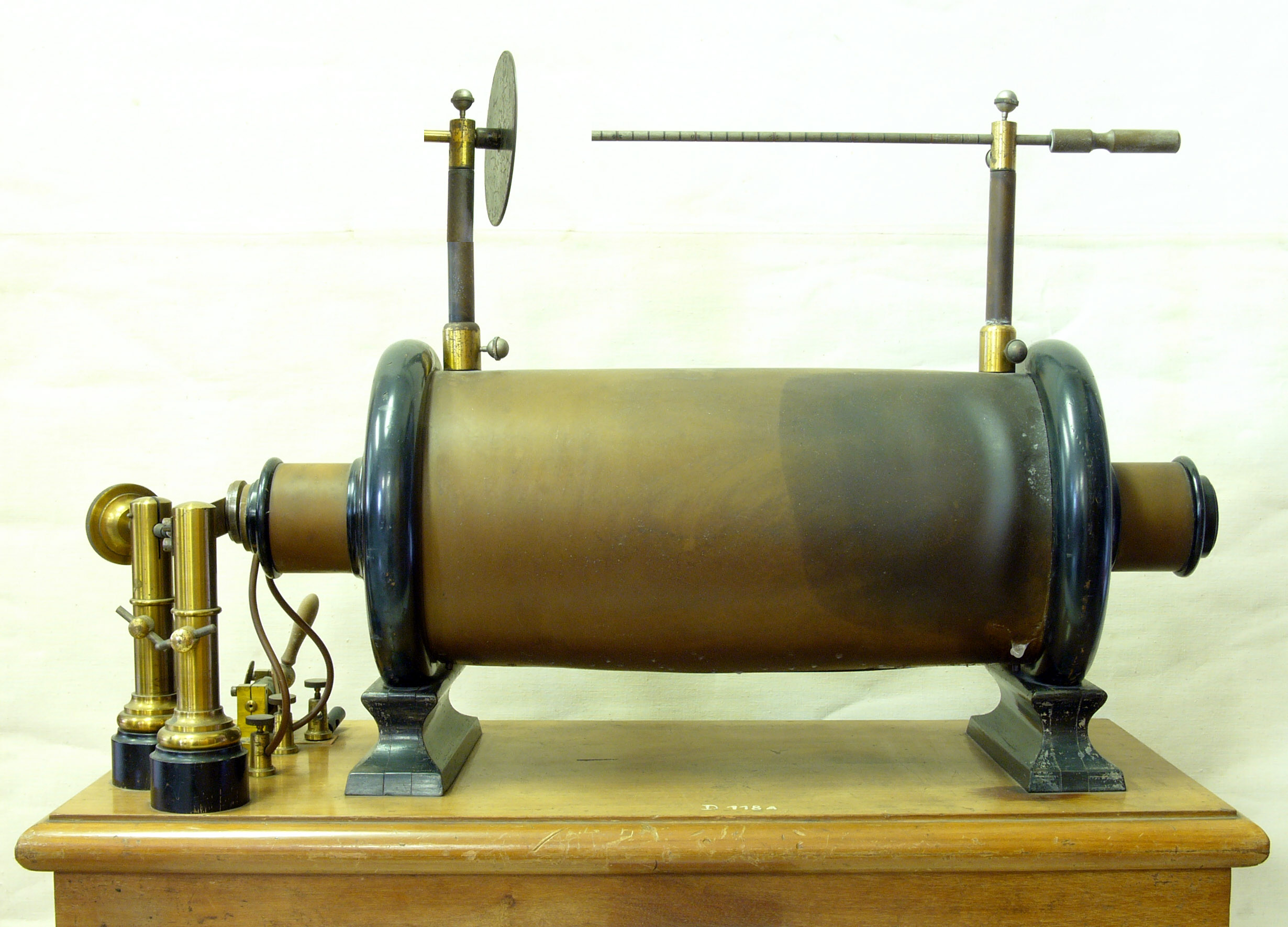
在物理課堂中常展示電磁感應現象的感應線圈。

法拉第電磁感應定律（英語：Faraday's law of electromagnetic induction）簡稱“法拉第定律”，是電磁學的一條基本定律，也是變壓器、電感元件及多種電動機、發電機、螺線管的根本運作原理。定律指出：
|  | 任何封閉电路中感应电动势大小，等於穿过这一电路磁通量的变化率。 |

此定律预测磁场如何与电路相互作用以产生电动势，这种现象称为电磁感应。
虽然約瑟·亨利在1830年的獨立研究中比法拉第早發現這一定律，但其並未發表；迈克尔·法拉第则于1831年發現此定律，命名為法拉第定律。
本定律可用以下的公式表达：
{\displaystyle {\mathcal {E}}=-{\frac {d\Phi _{B}}{dt}}}
其中：
{\displaystyle {\mathcal {E}}} 是电动势，单位為伏特。
ΦB是通過電路的磁通量，单位為韋伯。
電動勢的方向（公式中的負號）由楞次定律提供。“通過電路的磁通量”的意義會由下面的例子闡述。
傳統上有兩種改變通過電路的磁通量的方式。至於感應電動勢時，改變的是自身的電場，例如改變生成場的電流（就像變壓器那樣）。而至於動生電動勢時，改變的是磁場中的整個或部份電路的運動，例如像在單極發電機中那樣。

## 用詞
電磁感應現象不應與靜電感應混淆。電磁感應將電動勢與通過電路的磁通量聯繫起來，而靜電感應則是使用另一帶電荷的物體使物體產生電荷的方法。

## 馬克士威-法拉第方程
本節是一段題外話，作用是區分本條目中的“法拉第定律”及麥克斯韋方程組中用同一個名字的∇×E方程。於本條目中∇×E方程會被稱為馬克士威-法拉第方程。
馬克士威於1855年總結出法拉第定律的旋度版本，而黑維塞則於1884年將定律重寫成旋度方程：
{\displaystyle \nabla \times \mathbf {E} (\mathbf {r} ,\ t)=-{\frac {\partial \mathbf {B} (\mathbf {r} ,\ t)}{\partial t}}}
其中
{\displaystyle \nabla \times } 代表 旋度
{\displaystyle \mathbf {E} }  代表 電場強度（V/m）
{\displaystyle \mathbf {B} }  代表 磁通量密度（Wb/m2）
{\displaystyle {\begin{matrix}{\frac {\partial }{\partial t}}\end{matrix}}} 代表 當方位向量 r 不變下的時間偏導數。
方程的意義是，如果電場的空間依賴在紙面上成逆時針方向（經右手定則，得旋度向量方向為出紙面），那麼磁場會因時間而更少指出紙面，更多地指入頁面（跟旋度向量異號）。方程跟磁場的變量有關係。故磁場不一定要指向紙面，只需向該方向轉動即可。
本方程（在本條目中被稱為馬克士威-法拉第方程）是馬克士威方程組的四條方程之一。
在麥克斯韋-法拉第方程中，黑維塞用的是時間偏導數。不使用馬克士威用過的時間全導數，而使用時間偏導數，這樣做使得馬克士威-法拉第方程不能說明動生電動勢。。然而，馬克士威-法拉第方程很多時候會被直接稱為“法拉第定律”。
在本條目中“法拉第定律”一詞指的是通量方程，而“馬克士威-法拉第方程”指的則是黑維塞的旋度方程，也就是現在的馬克士威方程組中的那一條。

## 通過表面的磁通量及圈中的電動勢

圖一：面積分的定義需要把面分成小的面積元。每個元素跟一個向量dA聯繫，該向量的大小等於面積元的面積，而方向則是跟面積元垂直並向外。

圖二：於空間內有定義的一向量場F（r，t），及以曲線∂Σ為邊界的一表面Σ，在場的積分範圍內以速度v移動。

法拉第電磁感應定律用到通過一表面Σ的磁通量ΦB，其積分形式定義如下：
{\displaystyle \Phi _{B}=\iint _{\Sigma (t)}\mathbf {B} (\mathbf {r} ,\ t)\cdot d\mathbf {A} \ }
其中dA為移動面Σ(t)的面積元，B為磁場，B·dA為向量點積。見圖一。更多細節見面積分及磁通量條目。設該表面有一個開口，邊界為閉合曲線∂Σ(t)。見圖二。
當通量改變時，把一電荷在閉合曲線中∂Σ(t)移一圈（每單位電荷）所作的功{\displaystyle {\mathcal {E}}}，也就是電動勢，可由法拉第電磁感應定律求得：
{\displaystyle {\mathcal {E}}=-{{d\Phi _{B}} \over dt}\ }
其中：
{\displaystyle {\mathcal {E}}}為電動勢，單位為伏特；
ΦB為磁通量，單位為韋伯。電動勢的方向（公式中的負號）由冷次定律提供。
設有一緊纏線圈，法拉第電磁感應定律指出：
{\displaystyle {\mathcal {E}}=-N{{d\Phi _{B}} \over dt}}
其中N為線圈圈數；
ΦB為通過一圈的磁通量，單位為韋伯。
在選擇路徑∂Σ(t)求電動勢時，路徑須滿足兩個基本條件：（一）路徑閉合；（二）路徑必需能描述到電路各部分的相對運動（這就是∂Σ(t)中變量為時間的原因）。路徑並不一定要跟隨電流的流動路線，但用通量定律求出的電動勢，理所當然地會是通過所選路徑的電動勢。假若路徑並不跟隨電流的話，那麼那電動勢可能不是驅動着電流的那一電動勢。

## 例一：空間變強磁場

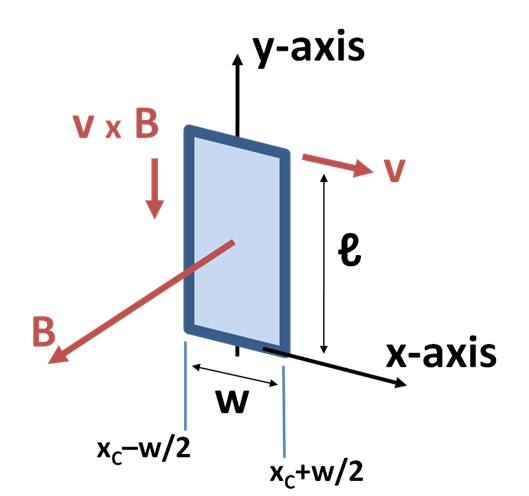
圖三：閉合的長方形線圈，以速率v沿x軸移動，其所處的磁場B隨x的位置而變。

考慮圖三的長方形線圈，它在xy平面上向x方向以速率v移動。因此，線圈中心xC滿足v = dxC/dt。線圈在y方向的長度為ℓ，x方向的寬度為w。一不隨時間改變，而隨x方向改變的磁場B(x)指向z方向。左邊的磁場為B(xC − w/2)，右邊的磁場為B(xC + w/2)。電動勢可直接求得，或由上述的法拉第電磁感應定律求得。

### 洛倫茲力法
在線圈左邊的一電荷q，所受的洛倫茲力為qv×Bk = −qvB(xC − w/2)j（j、k分別為y方向及z方向的單位向量，見向量積），因此左邊整段電線的電動勢（單位電荷所作的功）為vℓB(xC − w/2)。可用相同的論述，求出右邊電線的電動勢為vℓB(xC + w/2)。兩股電動勢互相抵抗，將正電荷推向線圈底部。由於這時磁場的強度會向x方向增強，所以右邊的力最強，電流會順時針流動：使用右手定則，電流所產生的磁場會抵抗外加的磁場。驅動電流的電動勢必須向逆時針方向增加（抵抗電流）。把電動勢向逆時針方向加起來得：
{\displaystyle {\mathcal {E}}=v\ell [B(x_{C}+w/2)-B(x_{C}-w/2)]\ }

### 法拉第定律法
線圈上任何位置通過線圈的磁通量為
{\displaystyle \Phi _{B}=\pm \int _{0}^{\ell }dy\int _{x_{C}-w/2}^{x_{C}+w/2}B(x)dx}
{\displaystyle =\pm \ell \int _{x_{C}-w/2}^{x_{C}+w/2}B(x)dx\ }
其正負取決於表面的垂直線與B的方向之異同。如果表面垂直線跟感應電流的B同一方向，式子為負。此時通量的時間導數（使用微分的鏈式法則或牛頓-萊布尼茨公式的通用形式求出）為：
{\displaystyle {\frac {d\Phi _{B}}{dt}}=(-){\frac {d}{dx_{C}}}\left[\int _{0}^{\ell }dy\ \int _{x_{C}-w/2}^{x_{C}+w/2}dxB(x)\right]{\frac {dx_{C}}{dt}}\ }
{\displaystyle =(-)v\ell [B(x_{C}+w/2)-B(x_{C}-w/2)]\ ,}
（其中v = dxC/dt為線圈於x方向的運動速率），所以
{\displaystyle {\mathcal {E}}=-{\frac {d\Phi _{B}}{dt}}=v\ell [B(x_{C}+w/2)-B(x_{C}-w/2)]\ }
跟之前一樣。
這兩種方法一般來說都一樣，但視乎例子而定，其中一種有時可能會比較實用。

## 例二：均勻磁場中的運動環路

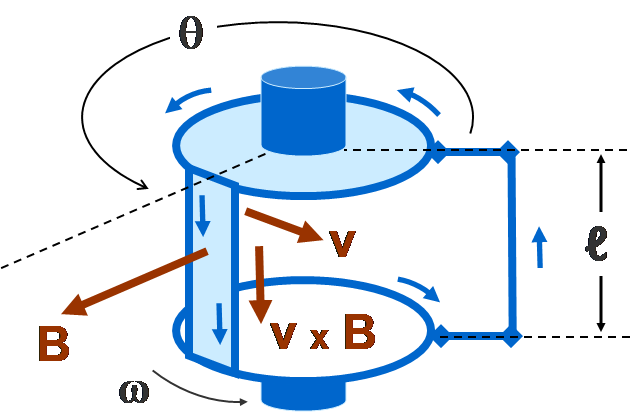
圖四：矩形線圈以角速率ω轉動，其所處的磁場B大小固定，並向外呈放射狀指出。上下兩塊碟片的邊沿會導電，而電流則由旁邊的電刷收集。

圖四為由上下兩塊帶導電邊沿的碟片所組成的轉軸，上面的電線環路垂直地連接着兩塊碟片。整組裝置在磁場中旋轉，該磁場向外呈放射狀指出，但其大小不隨方向變化。一向外的回路從邊沿上把電流收集起來。在收集迴路的位置上，向外的磁場與回路位於同一個平面上，因此收電回路並不對電路的磁通量造成影響。電動勢可直接求出，或使用上文的法拉第定律求出。

### 洛倫茲力法
這個案中，在移動環路中那兩根垂直的電線裏，洛倫茲力向下驅動着電流，因此電流從上碟片流向下碟片。在碟片的導電邊沿內，洛倫茲力與邊沿垂直，所以邊沿上並沒有電動勢，環路中的水平部分也沒有。電流通過外加的回路從下邊沿傳到上邊沿，而該回路位於磁場的平面上。因此，回路中的洛倫茲力與回路平行，在這回路中並沒有生成電動勢。穿過電流通道，到達電流反方向流動的地方，功只在移動環路垂直電線中抵抗洛倫茲力，其中
{\displaystyle F=q\ B\ v\ }
因此電動勢為
{\displaystyle {\mathcal {E}}=Bv\ell \ =Br\ell \omega \ }
其中ℓ為環路中的垂直長度，與角轉動率相關的速度可由v = r ω求出，而r = 碟片半徑。注意，在任何跟環路轉動並連接上下邊沿的路徑中，所作的功都一樣。

### 法拉第定律法
一個直覺上很吸引但錯誤的通量定則使用法是，將通過電流的通量當成只是ΦB = Bwℓ，其中w為移動環路的寬度。這數目與時間沒有關係，所以這方法會不正確地預測出無生成電動勢。這套論述的缺陷在於它並沒有考慮到整個電路，而整個電路是閉合的環路。
使用通量定則時，我們必須顧及整個電路，其中包括通過上下碟片邊沿的路徑。我們可以選擇一通過兩道邊沿及移動環路的任意閉合路徑，而通量定則會找出該路徑的電動勢。任何有一部分連接移動環路的路徑，都會表達到電路移動部分的相對運動。
作為一個路徑例子，選擇在上碟片按照轉動方向，並下碟片按照轉動反方向穿過電路（由圖四的箭號表示）。在這情況下，對與回路成角θ的移動環路而言，圓柱體的一部分面積A = rℓθ為電路的一部分。這面積與磁場垂直，所以造成了這個大小的通量：
{\displaystyle \Phi _{B}=-Br\theta \ell \ }
其中式子為負，這是因為右手定則指出，電流環路所產生的磁場，與外加的磁場方向相反的緣故。由於這是通量中唯一一個跟隨時間轉變的部分，所以通量定則預測的電動勢為
{\displaystyle {\mathcal {E}}=-{\frac {d\Phi _{B}}{dt}}=Br\ell {\frac {d\theta }{dt}}}
{\displaystyle =Br\ell \omega \ }
與使用洛倫茲力法的計算答案一致。
現在嘗試不同的路徑。跟隨一條選擇餘下部分通過邊沿的路徑。那麼耦合磁通量會隨θ增加而減少，但右手定則會指出把電流環路加到外加磁場上去，因此這條路徑跟第一條路徑的電動勢相同。任何回路的組合都會對電動勢產生相同的結果，因此跟隨哪一條路徑實際上並不重要。

### 直接從通量變量中推導

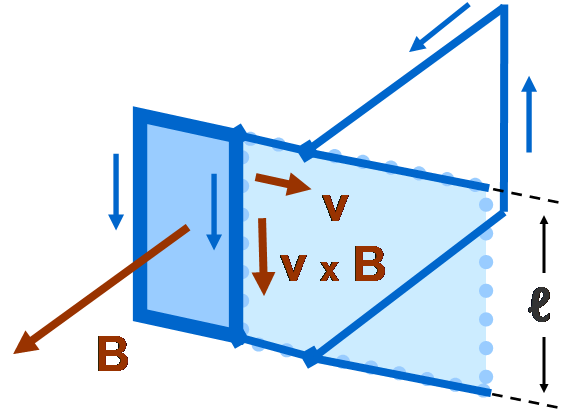
圖五：圖四的簡化版本。環路在靜止且均勻的磁場中，以速率v滑動。

以上使用閉合路徑求電動勢的方法，看起來是取決於路徑幾何的細節。相反地，使用勞侖茲力則沒有這樣的限制。所以有需要加深對通量定則的理解，有關路徑等同及路徑選取時的會漏掉的細節。
圖五是圖四的理想化版本，當中圓柱體被展開成了平面。同樣的路徑分析依然有效，但是還有一個可以簡化的地方。電路中與時間無關的方面，並不能夠影響通量隨時間的變化率。例如，環路以均速滑動時，電流通過環路流動的細節，並不取決於時間。與其考慮求電動勢時環路選取的細節，不如考慮環路移動時所掃過的磁場面積。這相當於找出電路通量的切斷率。這個說法提供了一個方法，可直接求出通量變化率，而不需要考慮電路上各種路徑選取，隨時間而變化的細節。跟使用洛倫茲力一樣，很明顯地，任何兩條連接移動環路的路徑，都會產生相同的通量變化率，不同之處只在於它們如何與環路相交。
圖五中，單位時間內掃過的面積為dA/dt = vℓ，跟選取的環路細節無關，所以可經法拉第電磁感應定律求出電動勢：
{\displaystyle {\mathcal {E}}=-{{d\Phi _{B}} \over dt}=Bv\ell \ }
電路勢的路徑的不依賴性表明，如果滑動環路被實心導電板所取代，又或是更複雜的某種變形表面，分析都是一樣的：找出電路移動部分掃過面積的通量。相近地，如果圖四的移動環路被一360°的實心導電圓柱體所取代，掃過面積的計算就跟只有一個環路時是完全一樣的。故此，對圓柱體及實心導電板的個案而言，法拉第定律所預測的電動勢完全一樣，更甚者，以有孔板為壁的圓柱體的個案也一樣。但是注意，這個電動勢所導致的流動電流是不一樣的，因為電阻決定電流。

## 麥克斯韋-法拉第方程

圖六：開爾文-斯托克斯定理用圖，其中曲面Σ的邊界 ∂Σ，其方向由向外的向量n及右手定則規定。

變化中的磁場會生成電場；這個現象由麥克斯韋-法拉第方程描述：
{\displaystyle \nabla \times \mathbf {E} (\mathbf {r} ,\ t)=-{\frac {\partial \mathbf {B} (\mathbf {r} ,\ t)}{\partial t}}}
其中：
{\displaystyle \nabla \times }代表旋度；
E為電場強度；
B為磁通量密度。
這條方程是現代麥克斯韋方程組內的其中一條，很多時候被稱為法拉第定律。然而，由於它只含有一個時間偏導數，它的應用只限於在隨時間變化的磁場中靜止電荷的情況。它並不能說明帶電粒子在磁場中移動的電磁感應狀況。
它可以用開爾文-斯托克斯定理寫成積分形式：
{\displaystyle \oint _{\partial \Sigma }\mathbf {E} \cdot d{\boldsymbol {\ell }}=-\ \iint _{\Sigma }{\partial  \over {\partial t}}\mathbf {B} \cdot d\mathbf {A} }
{\displaystyle =-\ {\partial  \over {\partial t}}\iint _{\Sigma }\mathbf {B} \cdot d\mathbf {A} }
其中把導數移至積分前這個動作，需要一與時無關的曲面Σ（在這裏被視為偏導數解釋的一部分），見圖六：
Σ為一被閉合圍道∂Σ包圍的曲面；Σ與∂Σ皆為固定的，不隨時間變動；
E為電場強度；
dℓ為圍道∂Σ的一無限小向量元；
B為磁通量密度；
dA為曲面Σ的一無限小向量元，其大小相等於一塊無限小曲面，而其方向與該塊曲面成正交。
dℓ和dA都具有正負模糊性；要得到正確的正負號，需要使用右手定則，解釋詳見開爾文-斯托克斯定理條目。對一平面Σ而言，曲線∂Σ的正路徑元dℓ，其定義由右手定則所規定，就是當右手姆指跟表面Σ的垂直線n同一方向時，其他手指所指的那一個方向。
圍繞着∂Σ的積分叫曲線積分或路徑積分。麥克斯韋-法拉第方程右邊的曲面積分，是通過Σ的磁通量ΦB的明確表達式。注意E的非零路徑積分，跟電荷產生電場的表現不一樣。由電荷生成的電場能以標量場的梯度表達，為泊松方程的解，並且路徑積分為零。見梯度定理。
積分方程對通過空間的任何路徑∂Σ成立，也對任何以該路徑為邊界的的表面Σ成立。注意，但是已知在這方程裏，∂Σ及Σ都不隨時間而改變。這個積分形式不能用於運動電動勢，因為Σ跟時間無關。注意這方程內並沒有電動勢{\displaystyle ^{\mathcal {E}}} ，所以確實不能夠在不引入洛倫茲力的情況下計算出功。
使用完整的洛倫茲力計算電動勢：
{\displaystyle {\mathcal {E}}=\oint _{\partial \Sigma (t)}\left(\mathbf {E} (\mathbf {r} ,\ t)+\mathbf {v\times B} (\mathbf {r} ,\ t)\right)\cdot d{\boldsymbol {\ell }}\ }

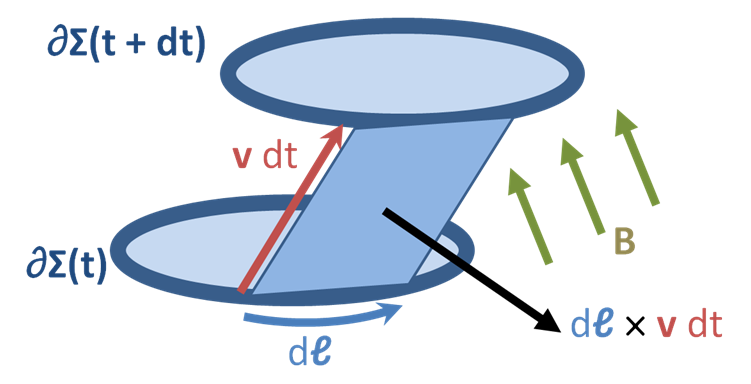
圖七：由曲線∂Σ的向量元dℓ在時間dt以速率v移動時掃過的面積。

法拉第電磁感應定律的一個描述，比麥克斯韋-法拉第方程的積分形式更通用（見洛倫茲力），如下：
{\displaystyle \oint _{\partial \Sigma (t)}\left(\mathbf {E} (\mathbf {r} ,\ t)+\mathbf {v\times B} (\mathbf {r} ,\ t)\right)\cdot d{\boldsymbol {\ell }}\ } {\displaystyle \ =-{\frac {d}{dt}}\iint _{\Sigma (t)}d{\boldsymbol {A}}\cdot \mathbf {B} (\mathbf {r} ,\ t)\ }
其中∂Σ(t)為圍着運動表面Σ(t)的閉合路徑，而v為運動速率。見圖二。注意上面用的是時間常導數，而不是時間偏導數，意指Σ(t)的時間差異必須被微分所包括。被積函數中，曲線dℓ的元以速率v移動。
圖七為磁力是如何促成電動勢作出了詮釋，而電動勢就在上面方程的左邊。曲線∂Σ部分dℓ，在時間dt以速率v移動時掃過的面積為（見向量積的幾何意義）：
{\displaystyle d\mathbf {A} =d{\boldsymbol {\ell \times v}}dt\ }
所以在時間dt間通過∂Σ為邊的表面中這一部分的磁通量變量ΔΦB為：
{\displaystyle {\frac {d\Delta \Phi _{B}}{dt}}=\mathbf {B} \cdot \ d{\boldsymbol {\ell \times v}}\ =\mathbf {v} \times \mathbf {B} \cdot \ d{\boldsymbol {\ell }}\ }
如果我們把這些通過所有部分dℓ的ΔΦB的作用加在一起，就可以得到法拉第定律對磁力的促成作用。也就是，這個項跟運動電動勢有關係。

### 例三：移動觀測者的視點
再次討論圖三的例子，但這次以移動觀測者的參考系，帶出電場與磁場間以及運動與感應電動勢的密切關係。假設一環路觀測者與環路一起移動。觀測者以洛倫茲力及法拉第電磁感應定律計算環路的電動勢。由於這觀測者與環路一起移動，觀測者看不到環路的運動，以及零v×B。然而，由於磁場隨x位置變化，所以觀測者看到時間變強的磁場，也就是：
{\displaystyle \mathbf {B} =\mathbf {k} {B}(x+vt)\ }
其中k為指向z方向的單位向量。

#### 洛倫茲力定律版本
麥克斯韋-法拉第方程指出移動觀測者在y方向所見的電場Ey可由下式表示（見旋度）：
{\displaystyle \nabla \times \mathbf {E} =\mathbf {k} \ {\frac {dE_{y}}{dx}}}
{\displaystyle =-{\frac {\partial \mathbf {B} }{\partial t}}=-\mathbf {k} {\frac {dB(x+vt)}{dt}}=-\mathbf {k} {\frac {dB}{dx}}v\ \ }
下式使用了鏈鎖律：
{\displaystyle {\frac {dB}{dt}}={\frac {dB}{d(x+vt)}}{\frac {d(x+vt)}{dt}}={\frac {dB}{dx}}v\ }
求解Ey，準確到一個對環路積分沒有作用的常數，得：
{\displaystyle E_{y}(x,\ t)=-B(x+vt)\ v\ }
使用洛倫茲力定律，得一個電場分量，觀測者於時間t得環路的電動勢為：
{\displaystyle {\mathcal {E}}=-\ell [E_{y}(x_{C}+w/2,\ t)-E_{y}(x_{C}-w/2,\ t)]}
{\displaystyle =v\ell [B(x_{C}+w/2+vt)-B(x_{C}-w/2+vt)]\ }
這個結果跟靜止觀測者的個案一致，他看到的是中點xC移到xC + vt。然而，移動觀測者的結果中，洛倫茲力看起來只有電分量，而靜止觀測者的則只有磁分量。

#### 法拉第電磁感應定律
使用法拉第電磁感應定律，與xC一起移動的觀測者看到磁通量的變化，但環路看起來並沒有移動：環路的中心xC被固定了，這是因為觀測者與環路一起移動着。通量則是：
{\displaystyle \Phi _{B}=-\int _{0}^{\ell }dy\int _{x_{C}-w/2}^{x_{C}+w/2}B(x+vt)dx\ }
其中右式為負，這是因為表面的垂直線與外加磁場各自指向相反的方向。現在從法拉第電磁感應定律得出的電動勢是：
{\displaystyle {\mathcal {E}}=-{\frac {d\Phi _{B}}{dt}}=\int _{0}^{\ell }dy\int _{x_{C}-w/2}^{x_{C}+w/2}{\frac {d}{dt}}B(x+vt)dx}
{\displaystyle =\int _{0}^{\ell }dy\int _{x_{C}-w/2}^{x_{C}+w/2}{\frac {d}{dx}}B(x+vt)\ v\ dx}
{\displaystyle =v\ell \ [B(x_{C}+w/2+vt)-B(x_{C}-w/2+vt)]\ }
答案是一樣的。時間導數走進了積分裏面，這是因為積分的上下限並不取決於時間。又一次，鏈式定律被用於把時間導數轉化成x導數。
靜止觀測者認為該電動勢是運動電動勢，而移動觀測者則認為是感應電動勢。

## 作為兩種不同現象的法拉第定律
有些物理學家注意到法拉第定律是一條描述兩種現象的方程式：由磁力在移動中的電線中產生的動生電動勢，及由磁場轉變而成的電力所產生的感應電動勢。就像理查德·費曼指出的那樣：
所以“通量定則”，指出電路中電動勢等於通過電路的磁通量變化率的，同樣適用於通量不變化的時候，這是因為場有變化，或是因為電路移動（或兩者皆是）……但是在我們對定則的解釋裏，我們用了兩個屬於完全不同個案的定律：“電路運動”的{\displaystyle ^{\mathbf {-v\times B} }}和“場變化”的{\displaystyle ^{\mathbf {\nabla \ x\ E\ =\ -\partial _{\ t}B} }}。

我們不知道在物理學上還有其他地方，可以用到一條如此簡單且準確的通用原理，來明白及分析兩個不同的現象。
 — 理查德·P·費曼 《費曼物理學講義》
格里夫斯的書中也有類似陳述。

## 歷史
法拉第定律最初是一條基於觀察的實驗定律。後來被正式化，其偏導數的限制版本，跟其他的電磁學定律一塊被列麥克斯韋方程組的現代黑維塞版本。
法拉第電磁感應定律是基於法拉第於1831年所作的實驗。這個效應被約瑟·亨利於大約同時發現，但法拉第的發表時間較早。
見麥克斯韋討論電動勢的原著。
於1834年由波羅的海德國科學家海因里希·楞次發現的楞次定律，提供了感應電動勢的方向，及生成感應電動勢的電流方向。

## 應用

### 發電機

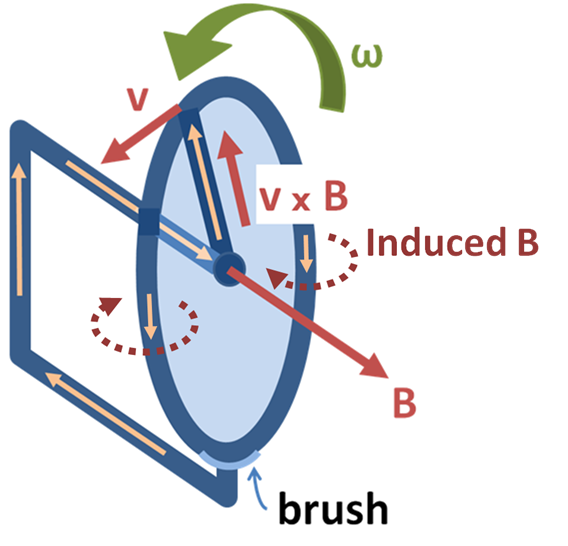
圖八：法拉第碟片發電機。碟片以角速率ω旋轉，在靜磁場B中環行地掃過導電的半徑。磁洛倫茲力v×B，沿着導電半徑到導電邊沿驅動着電流，並從那裏經由下電刷及支撐碟片的軸完成電路。因此，電流由機械運動所產生。

由法拉第電磁感應定律因電路及磁場的相對運動所造成的電動勢，是發電機背後的根本現象。當永久性磁鐵相對於一導電體運動時（反之亦然），就會產生電動勢。如果電線這時連着電負載的話，電流就會流動，並因此產生電能，把機械運動的能量轉變成電能。例如，基於圖四的鼓輪發電機。另一種實現這種構想的發電機就是法拉第圓盤，簡化版本見圖八。注意使用圖五的分析，或直接用洛倫茲力定律，都能得出使用實心導電碟片運作不變的這一結果。
在法拉第碟片這一例子中，碟片在與碟片垂直的均勻磁場中運動，導致一電流因洛倫兹力流到向外的軸臂裏。明白機械運動是如何成為驅動電流的必需品，是很有趣的一件事。當生成的電流通過導電的邊沿時，這電流會經由安培環路定理生成出一磁場（圖八中標示為“Induced B”）。因此邊沿成了抵抗轉動的電磁鐵（楞次定律一例）。在圖的右邊，經轉動中軸臂返回的電流，通過右邊沿到達底部的電刷。此一返回電流所感應的磁場會抵抗外加的磁場，它有減少通過電路那邊通量的傾向，以此增加旋轉帶來的通量。因此在圖的左邊，經轉動中軸臂返回的電流，通過左邊沿到達底部的電刷。感應磁場會增加電路這邊的通量，減少旋轉帶來的通量。所以，電路兩邊都生成出抵抗轉動的電動勢。儘管有反作用力，需要保持碟片轉動的能量，正等於所產生的電能（加上由於摩擦、焦耳熱及其他消耗所浪費的能量）。所有把機械能轉化成電能的發電機都會有這種特性。
雖然法拉第定律經常描述發電機的運作原理，但是運作的機理可以隨個案而變。當磁鐵繞着靜止的導電體旋轉時，變化中的磁場生成電場，就像麥克斯韋-法拉第方程描述的那樣，而電場就會通過電線推着電荷行進。這個案叫感應電動勢。另一方面，當磁鐵靜止，而導電體運動時，運動中的電荷的受到一股磁力（像洛倫茲力定律所描述的那樣），而這磁力會通過電線推着電荷行進。這個案叫動生電動勢。（更多有關感應電動勢、動生電動勢、法拉第定律及洛倫茲力的細節，可見上例或格里夫斯一書。）

### 電動機
發電機可以“反過來”運作，成為電動機。例如，用法拉第碟片這例子，設一直流電流由電壓驅動，通過導電軸臂。然後由洛倫茲力定律可知，行進中的電荷受到磁場B的力，而這股力會按佛來明左手定則訂下的方向來轉動碟片。在沒有不可逆效應（如摩擦或焦耳熱）的情況下，碟片的轉動速率必需使得dΦB/dt等於驅動電流的電壓。

### 變壓器
法拉第定律所預測的電動勢，同時也是變壓器的運作原理。當線圈中的電流轉變時，轉變中的電流生成一轉變中的磁場。在磁場作用範圍中的第二條電線，會感受到磁場的轉變，於是自身的耦合磁通量也會轉變（dΦB/dt）。因此，第二個線圈內會有電動勢，這電動勢被稱為感應電動勢或變壓器電動勢。如果線圈的兩端是連接着一個電負載的話，電流就會流動。

### 電磁流量計
法拉第定律可被用於量度導電液體或漿狀物的流動。這樣一個儀器被稱為電磁流量計。在磁場B中因導電液以速率為v的速度移動，所生成的感應電壓ε可由以下公式求出：
{\displaystyle {\mathcal {E}}=B\ell v}
其中ℓ為電磁流量計中電極間的距離。

## 另見
- 法拉第弔詭
- 向量分析
- 斯托克斯定理
- 串擾（由電感產生的電子干擾）

## 註解
1. ↑  為何這條方式不能解釋動生電動勢的解釋可見於Griffiths Introduction to Electrodynamics, pp.301-3, or Feynman Lectures on Physics, Ch. II-17
2. ↑  感應電流產生的磁場有減低磁通量的傾向，而線圈的運動則有增加它的傾向（因為B(x)會隨線圈移動而增加）。抵抗運動是勒沙特列原理一個例子，以楞次定律這個形式進行的。
3. ↑  這個說法指的是法拉第力的線。
4. ↑  當移動環路通過收集環路時，掃出的通量由減少變成增加。同一時間，電流的轉向由逆時針變成順時針，因此磁場生成的電流會抵抗通量的變化。相應地，法拉第定律dΦB/dt的正負也會由原本的負，轉成了正，跟通量轉變的正負剛好相反，所以不論收集點在移動環路的哪一邊，電動勢都是正的。
5. ↑  “麥克斯韋-法拉第方程”一詞很多時候會由“法拉第電磁感應定律”或甚至“法拉第定律”所取代。後面兩個詞有多重意思，所以這裏用“麥克斯韋-法拉第方程”來防止混淆。
6. ↑  在這一例子中，假定速率遠低於光速，因此場變換時由洛倫茲變換所造成的修正值可以被忽略。
7. ↑  其中一個可得到這結果的方法是，在移動參考系中從xC量度x，假設ξ = x - xC ( t )。然後於時間t，移動觀測者看到場B( ξ, t )，而靜止觀測者在同一個地方看到場，B [ ξ +  xC ( t ) ] = B ( ξ +  xC0 + v t )，其中xC0 = xC ( t = 0 )。

## 資料來源
1. ↑  
M N O Sadiku.  Fourth Edition. NY/Oxford UK: Oxford University Press. 2007: §9.2 pp. 386 ff. ISBN 0-19-530048-3.
2. ↑  Tai L. Chow. . Sudbury MA: Jones and Bartlett. 2006. Chapter 5; p. 171 ff  [2008-12-25]. ISBN 0-7637-3827-1. （原始内容存档于2011-07-22）.
3. ↑  見Griffiths Introduction to Electrodynamics pp. 301-3 或 Feynman Lectures on Physics Ch. II-17。 這兩位作者都用“通量定則”這個詞來聯繫通量及電動勢，而把旋量版本叫做“法拉第定律”。還有其他叫法，在Jackson的Classical Electrodynamics中，兩條定律分別被稱為“法拉第定律的積分形式”及“法拉第定律的微分形式”。
4. ↑  
Roger F Harrington. . Mineola, NY: Dover Publications. 2003: 56. ISBN 0486432416.
5. ↑  
Peter Alan Davidson. . Cambridge UK: Cambridge University Press. 2001: 44. ISBN 0521794870.
6. ↑  費曼把聯繫磁通量及電動勢的定律叫“通量定則”。Richard Phillips Feynman, Leighton R B & Sands M L. . San Francisco: Pearson/Addison-Wesley. 2006. Vol. II, pp. 17-2. ISBN 0805390499.[]
7. ↑  Griffiths, David J.  Third Edition. Upper Saddle River NJ: Prentice Hall. 1999: 301-3  [2009-01-10]. ISBN 0-13-805326-X. （原始内容存档于2019-10-29）.. 注意把通量及電動勢聯繫起來的定律，在本條目中被稱為“法拉第定律”，而格里夫斯則用上“通用通量定則”一詞。而格里夫斯則把本條目中的“麥克斯韋-法拉第定律”，叫做“法拉第定律”。所以實際上，在教科書中，格里夫斯的陳述是有關“通用通量定則”的。
8. ↑  
BB Laud. . New Delhi: New Age International. 1987: 151. ISBN 0852264992.
9. ↑  L. Pearce Williams. . Random House. 1966: 77-78, 133 (for electromagnetic induction) ; p. 85-89, 133 (for electrostatic induction).
10. ↑  Ulaby, Fawwaz.  5th Edition. Pearson:Prentice Hall. 2007: 255  [2008-12-26]. ISBN 0-13-241326-4. （原始内容存档于2020-10-30）.
11. ↑  . Distinguished Members Gallery, National Academy of Sciences.   [2006-11-30]. （原始内容存档于2006-12-09）.
12. ↑  
James Clerk Maxwell. . Oxford UK: Clarendon Press. 1881. Chapter III, §530, p. 178. ISBN 0486606376.
13. ↑  Griffiths, David J.  Third Edition. Upper Saddle River NJ: Prentice Hall. 1999: 301-303  [2009-01-10]. ISBN 0-13-805326-X. （原始内容存档于2019-10-29）.

## 延伸閱讀
有關法拉第定律一詞各種用法的討論： Tankersley and Mosca: Introducing Faraday's law （英文）

## 外部連結
- 電磁感应的簡易互動Java教學 美國國家高能磁場實驗室 （英文）
- R. Vega 《電磁感應：法拉第定律與楞次定律》——高度動畫化課堂 （英文）
- 喬治亞州州立大學超物理筆記 （页面存档备份，存于）; 另見 主頁 （页面存档备份，存于） （英文）